# 奥斯瓦尔多·克鲁兹基金会
22°52′29.57″S 43°14′43.58″W / 22.8748806°S 43.2454389°W
奥斯瓦尔多·克鲁兹基金会（葡萄牙语 Fundação Oswaldo Cruz）是巴西里约热内卢的一个生物医学科学研究和开发机构，被认为是世界上主要的公共卫生研究机构之一。它由著名的医生和流行病学家奥斯瓦尔多·克鲁兹博士创立。
该组织创立于1898年，开始名为“联邦血清学研究所”，目的是开发针对瘟疫的血清和疫苗。 它位于里约热内卢城外。然而，该研究所的活动从简单的生产转变为研究和实验医学，特别是在奥斯瓦尔多·克鲁兹于1902年担任领导职务后，在瘟疫、黄热病和天花的爆发和流行的时代，该研究所成为令人难忘的卫生运动的基地。而且，研究所的活动不仅限于里约热内卢，而且深入该国内陆。
1917年奥斯瓦尔多克鲁兹去世时，该机构当时已经以他的名字命名，取得了重要的科学成就，例如对查加斯病的研究。2007年1月16日，研究所宣布它已经开发了一种来自藻类的凝胶，希望它能减少艾滋病毒传播给妇女。
今天，该机构对巴西人口的健康和福祉负有广泛的责任，包括医院和门诊；健康相关研究，开发疫苗，药物，试剂和诊断试剂盒；公共卫生培训等。其员工超过7,500人。
奥斯瓦尔多·克鲁兹基金会设在里约热内卢的一座摩尔复兴风格宫殿中。

## 外部連結
- 官方网站